# 카스텔피추토
카스텔피추토(이탈리아어: Castelpizzuto)는 이탈리아 몰리세주 이세르니아도의 코무네다. 캄포바소로부터 서쪽 30km 이세르니아 남동쪽 11km 거리에 있다.